# Cüppers
Cüppers ist ein deutscher Familienname.

## Herkunft und Bedeutung
Cüppers ist ein Berufsname und bezieht sich auf den Küfer. Zur Verbreitung und weiteren Varianten dieses Namens siehe Küppers.

## Namensträger
- Adam Josef Cüppers (1850–1936), deutscher Pädagoge und Schriftsteller
- Carl Cüppers (1920–2008), deutscher Pädagoge und Museumsgründer
- Curt Cüppers (1910–1995), deutscher Mediziner
- Heinz Cüppers (1929–2005), deutscher provinzialrömischer Archäologe, Direktor des Rheinischen Landesmuseums Trier
- Josef Cüppers (1879–1953), deutscher Rechtsanwalt
- Martin Cüppers (* 1966), deutscher Historiker und wissenschaftlicher Leiter der Forschungsstelle Ludwigsburg
- Walter Cüppers (1925–2016), deutscher Maler und Plastiker